# Белицкий, Яков Миронович
Яков Миронович Белицкий (23 апреля 1930, Москва — 10 января 1996, там же) — советский и российский журналист и радиожурналист, краевед, коллекционер. Автор книг о Москве и Подмосковье. Заслуженный работник культуры Российской Федерации. Племянник актёра Льва Мирова.

## Биография
Окончил Финансовый и Литературный институты. В 1952 начал печататься в газете «Мытищинская правда». С 1957 работал на радио, в радиостудии «Публицист» и в телерадиокомпании «Останкино».
Много лет Я. М. Белицкий посвятил коллекционированию и изучению открыток (иллюстрированных почтовых карточек). На основе материалов своей коллекции им были написаны и опубликованы различные книги и альбомы, чаще всего в соавторстве с Г. Н. Глезером.
Похоронен на Введенском кладбище (14 уч.).
Личный фонд Я. М. Белицкого хранится в Центральном московском архиве-музее личных собраний Главного архивного управления города Москвы (фонд № 236).

## Сочинения

### Книги об открытках
- Белицкий Я. М., Глезер Г. Н. О чём поведала открытка. — М.: Связь, 1978. — 104, [48] с. — 40 000 экз. (обл.) Библиогр.: с. 102—103.

- Белицкий Я. М., Глезер Г. Н. Открытка продолжает рассказ. — М.: Радио и связь, 1982. — 145 с. — 30 976 экз. (обл.)

- Белицкий Я. М., Глезер Г. Н. Рассказы об открытках. — М.: Радио и связь, 1986. — 144 с. — 100 000 экз. (обл.)

- Белицкий Я. М., Глезер Г. Н. Героика Октября: Немеркнущие страницы истории на открытках. — М.: Радио и связь, 1987. — 254 с. (в пер.)

### Книги о Москве и Подмосковье
- Белицкий Я. М. Слово о Москве: Книга для чтения с комментарием на испанском языке. — М.: Русский язык, 1987. — 184 с.

- Белицкий Я. М. Москва: Путеводитель / Пер. Л. Тетская. — М.: Изд-во АПН, 1989/1990. — 314 с.

Серия «Биография московского дома»
- Белицкий Я. М. Улица Станиславского, 18. — М.: Московский рабочий, 1986. — 92 с. — (Биография московского дома). — 70 000 экз. (обл.)
- Белицкий Я. М. Спартаковская улица, 2/1. — М.: Московский рабочий, 1986. — (Биография московского дома). (обл.)
- Белицкий Я. М., Полиновская Л. Д. Пушечная улица, 9. — М.: Московский рабочий, 1989. — 96, [16] с. — (Биография московского дома). — 60 000 экз. — ISBN 5-239-00171-5. (обл.)

Серия «Памятники Подмосковья»
- Белицкий Я. М. Богословское-на-Могильцах. — М.: Московский рабочий, 1990. — (Памятники Подмосковья). (обл.)

Последние публикации
- Белицкий Я. М., Глезер Г. Н. Москва незнакомая. — М.: Стройиздат, 1993. — 384 с. — 50 000 экз. — ISBN 5-274-02166-2. (в пер.)
- Белицкий Я. М. Забытая Москва. — М.: Московский рабочий, 1994. — 256, [16] с. — 20 000 экз. — ISBN 5-239-01461-2. (обл.)